# محشية الشيخ عبيد
محشية الشيخ عبيد قرية سوريّة تتبع إداريّاً لمحافظة حلب منطقة منبج ناحية أبو قلقل، بلغ تعداد سكانها 1,226 نسمة حسب التعداد السكاني لعام 2004.